# Hartje
 Hartje  falu Horvátországban Zágráb megyében. Közigazgatásilag Zsumberkhez tartozik.

## Fekvése
Zágrábtól 41 km-re nyugatra községközpontjától Kostanjevactól 7 km-re északra a Zsumberki-hegység déli lejtőin fekszik.

## Története
Az 1830-as urbárium szerint 12 háza és 86 lakosa volt. 1857-ben 102, 1910-ben 148 lakosa volt. 1880 és 1900 között Hartije volt a hivatalos neve. Tősgyökeres családai a Petretić, Vlašić, Grdošić, Morduš, Maletić, Baron, Polšak és Cvitković családok. Trianon előtt Zágráb vármegye Jaskai járásához tartozott. 2011-ben 32 lakosa volt. A falunak közösségi háza van. Egykor két bolt is működött itt, ma már lakossága fogyóban van.

## Lakosság
| Lakosság változása | Lakosság változása | Lakosság változása | Lakosság változása | Lakosság változása | Lakosság változása | Lakosság változása | Lakosság változása | Lakosság változása | Lakosság változása | Lakosság változása | Lakosság változása | Lakosság változása | Lakosság változása | Lakosság változása | Lakosság változása |
| ------------------ | ------------------ | ------------------ | ------------------ | ------------------ | ------------------ | ------------------ | ------------------ | ------------------ | ------------------ | ------------------ | ------------------ | ------------------ | ------------------ | ------------------ | ------------------ |
| 1857               | 1869               | 1880               | 1890               | 1900               | 1910               | 1921               | 1931               | 1948               | 1953               | 1961               | 1971               | 1981               | 1991               | 2001               | 2011               |
| 102                | 116                | 121                | 161                | 144                | 148                | 145                | 154                | 144                | 150                | 136                | 98                 | 80                 | 64                 | 43                 | 32                 |

## Nevezetességei
Tavelics Szent Miklós tiszteletére szentelt kápolnája a kaljei Szent Mihály plébánia filiája. 

## Híres emberek
Hatrjéról származik Petretics Péter (Petar Petretić) 1648 és 1667 között zágrábi püspök.

## Külső hivatkozások
- Žumberak község hivatalos oldala
- A Zsumberki közösség honlapja